# 116939 Jonstewart
116939 Jonstewart este un asteroid din centura principală de asteroizi.

## Descriere
116939 Jonstewart este un asteroid din centura principală de asteroizi. A fost descoperit pe 15 aprilie 2004 în cadrul proiectului CSS. Asteroidul prezintă o orbită caracterizată de o semiaxă mare de 2,41 ua, o excentricitate de 0,16 și o înclinație de 7,9° în raport cu ecliptica.